# Ingo Appelt (Bobfahrer)
Ingo Appelt (* 11. Dezember 1961 in Innsbruck) ist ein ehemaliger österreichischer Bobfahrer und Politiker (FPÖ). Er arbeitet seit 1981 als Juwelier und Schmuckdesigner in Fulpmes.

## Leben
Ingo Appelt besuchte die Volksschule und das Realgymnasium in Innsbruck und wechselte danach an die Höhere Technische Lehranstalt für Werkzeug-, Maschinen- und Vorrichtungsbau in Fulpmes, wo er maturierte.
Appelt wurde bei den Olympischen Winterspielen 1992 in Albertville Olympiasieger im Viererbob. In der Saison 1987/88 gewann er den Gesamt-Weltcup und 1987/88 sowie 1988/89 den Viererbob-Weltcup. In Winterberg wurde er 1989 Europameister und bei der Weltmeisterschaft 1990 in St. Moritz erreichte er die Bronzemedaille.
Unmittelbar nach seinem Olympiasieg beendete Appelt seine Karriere und übernahm das Juweliergeschäft seines Vaters. Danach war er zwischen dem 5. April 1994 und dem 21. Oktober 2003 Abgeordneter zum Tiroler Landtag, wobei er über den Landeswahlvorschlag der FPÖ gewählt wurde.

## Erfolge

### Olympische Winterspiele
- Albertville 1992
Zweierbob mit Thomas Schroll: 4. Platz
Viererbob mit Gerhard Haidacher, Harald Winkler, Thomas Schroll: 1. Platz – Goldmedaille

- Calgary 1988
Zweierbob mit Harald Winkler: 5. Platz
Viererbob mit Josef Muigg, Gerhard Redl, Harald Winkler: 7. Platz

### Weltmeisterschaften
- 1990
Viererbob mit Gerhard Redl, Jürgen Mandl, Harald Winkler: 3. Platz – Bronzemedaille

### Europameisterschaften
- 1989
Viererbob mit Gerhard Redl, Jürgen Mandl, Harald Winkler: 1. Platz – Goldmedaille

### Gesamtweltcup
- 1990/91
Viererbob: 2. Platz
Kombination: 2. Platz
- 1988/89
Viererbob: 1. Platz
- 1987/88
Viererbob: 1. Platz
Kombination: 1. Platz

## Auszeichnungen (Auszug)
- 1992: Goldenes Ehrenzeichen für Verdienste um die Republik Österreich[1]